# Lazare Rivière

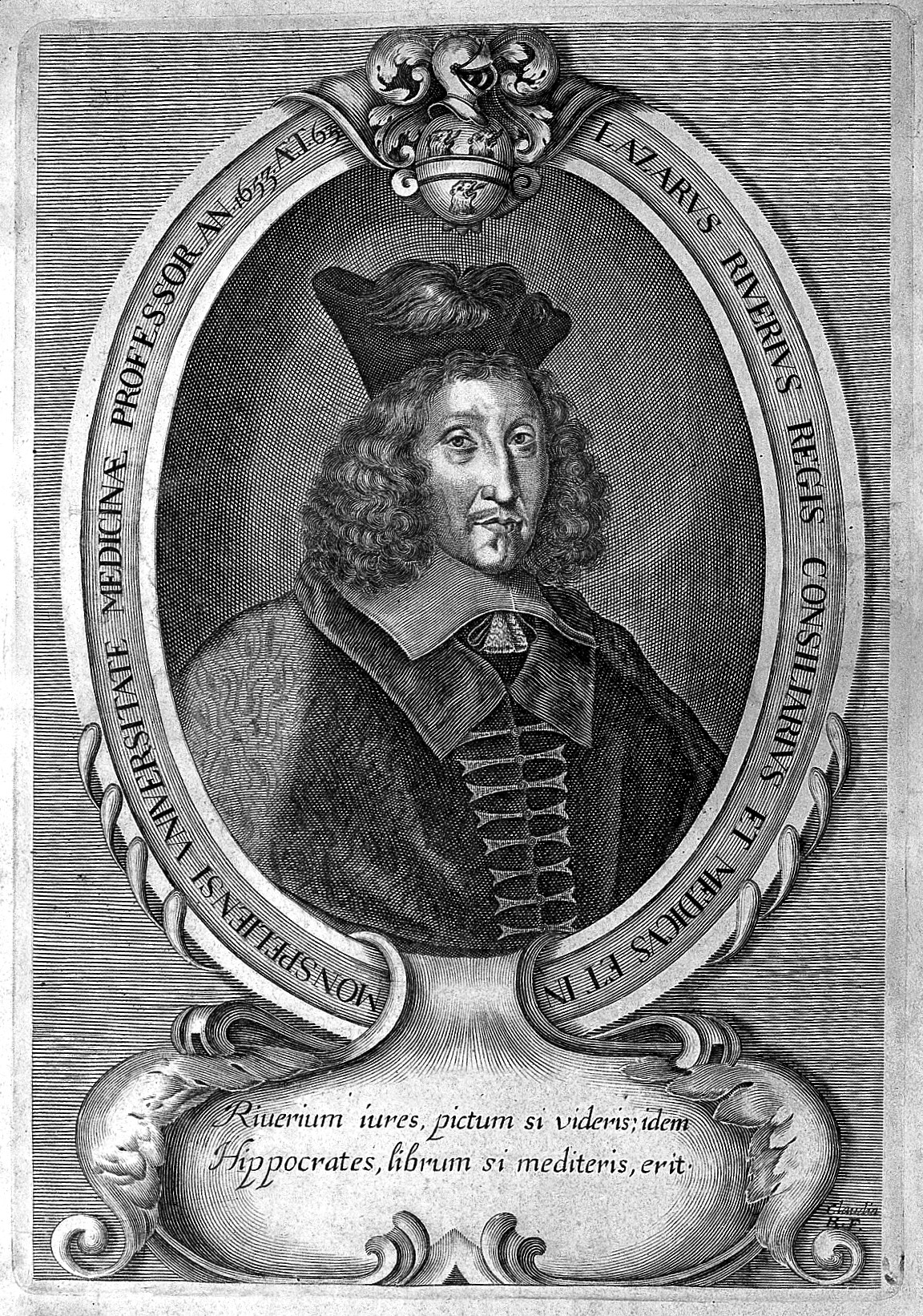
Lazare Rivière (1589–1655)

Lazare Rivière und latinisiert Lazarus Riverus (* 1589 in Montpellier; † 1655 ebenda) war ein französischer Arzt.

## Leben und Wirken
Rivière studierte Medizin an der Universität Montpellier und wurde dort am 9. Mai 1611 promoviert. Von 1622 bis 1655 war er als Nachfolger von Laurent Coudin Lehrstuhlinhaber für praktische Medizin in Montpellier. Berufungen nach Toulouse und nach Bologna lehnte er ab.
Antoine-François Bertini (1658–1726) und Jean Astruc bezeichneten Rivière als das „Echo des Jean Varandal, des Plagiators von Daniel Sennert“.

## Schriften
- Quaestiones medicae duodecim, pro cathedra regia vacante per obitum reverdissimi domini Laurentii Coudin. Montpellier 1621 (Habilitationsschrift)
- Praxis medica. Paris 1640, 1647; Gent 1649;  Lyon 1652, 1654, 1660[3][4], 1667; Den Haag 1651, Den Haag 1658[5], 1664, 1670; Lyon in französischer Übersetzung durch François Deboze, La pratique de médecine, avec la théorie, 2 Bände (Neue Ausgabe 1723[6][7]); London 1672 und in englischer Übersetzung unter dem Titel: Moderne practice of physik, 1702, 1706,
- Observationes medicae & curationes insignes, quibus accesserunt observationes ab aliis communicatae. Paris 1646 ; M. Flesher, London 1646[8]; Adrian Vlacq, Delft 1651[9]; Vlacq, Den Haag 1656[10]; Lyon 1659
- Methodus curandarum febrium. Paris 1648, Lyon 1649[11]; La Haag 1651
- Institutiones medicae, in quinque libros distinctae, quibus totidem medicinae partes, physiologia, pathologia, semeiotice, hygiene et therapeuticae dilucide explicantur. Leipzig 1655, Lyon 1656 … 1657, 1662,[12] 1672

In Lyon erschien 1679 eine Ausgabe der Werke Rivìères (Opera medica universa).